# Hydrolycus
Genre
Hydrolycus est un genre de poissons téléostéens de la famille des Cynodontidae et de l'ordre des Characiformes.

## Liste d'espèces
Selon FishBase (19 juin 2015):
- Hydrolycus armatus (Jardine, 1841)
- Hydrolycus scomberoides (Cuvier, 1819)
- Hydrolycus tatauaia Toledo-Piza, Menezes & Santos, 1999
- Hydrolycus wallacei Toledo-Piza, Menezes & Santos, 1999

## Galerie

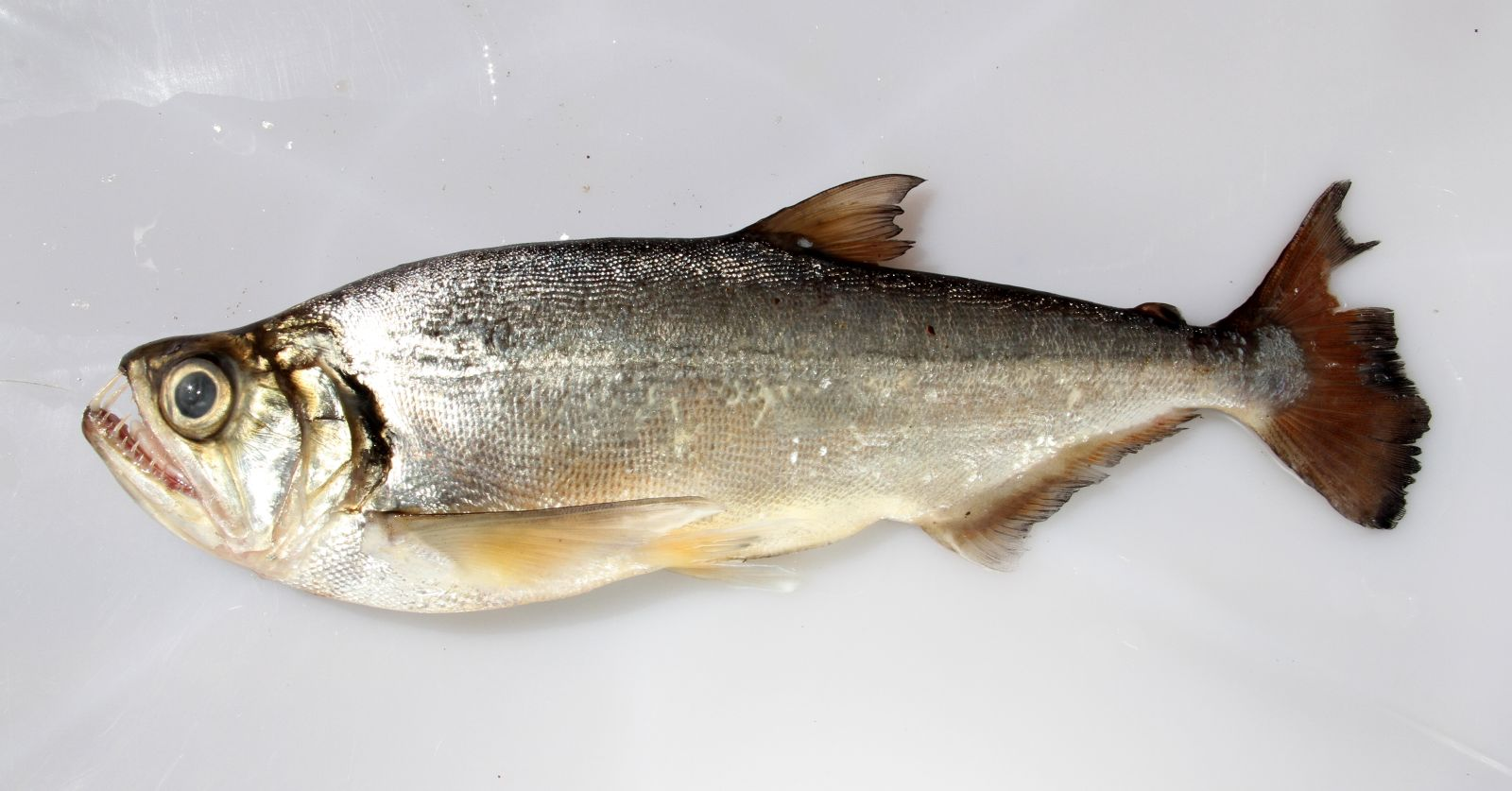
Hydrolycus tatauaia
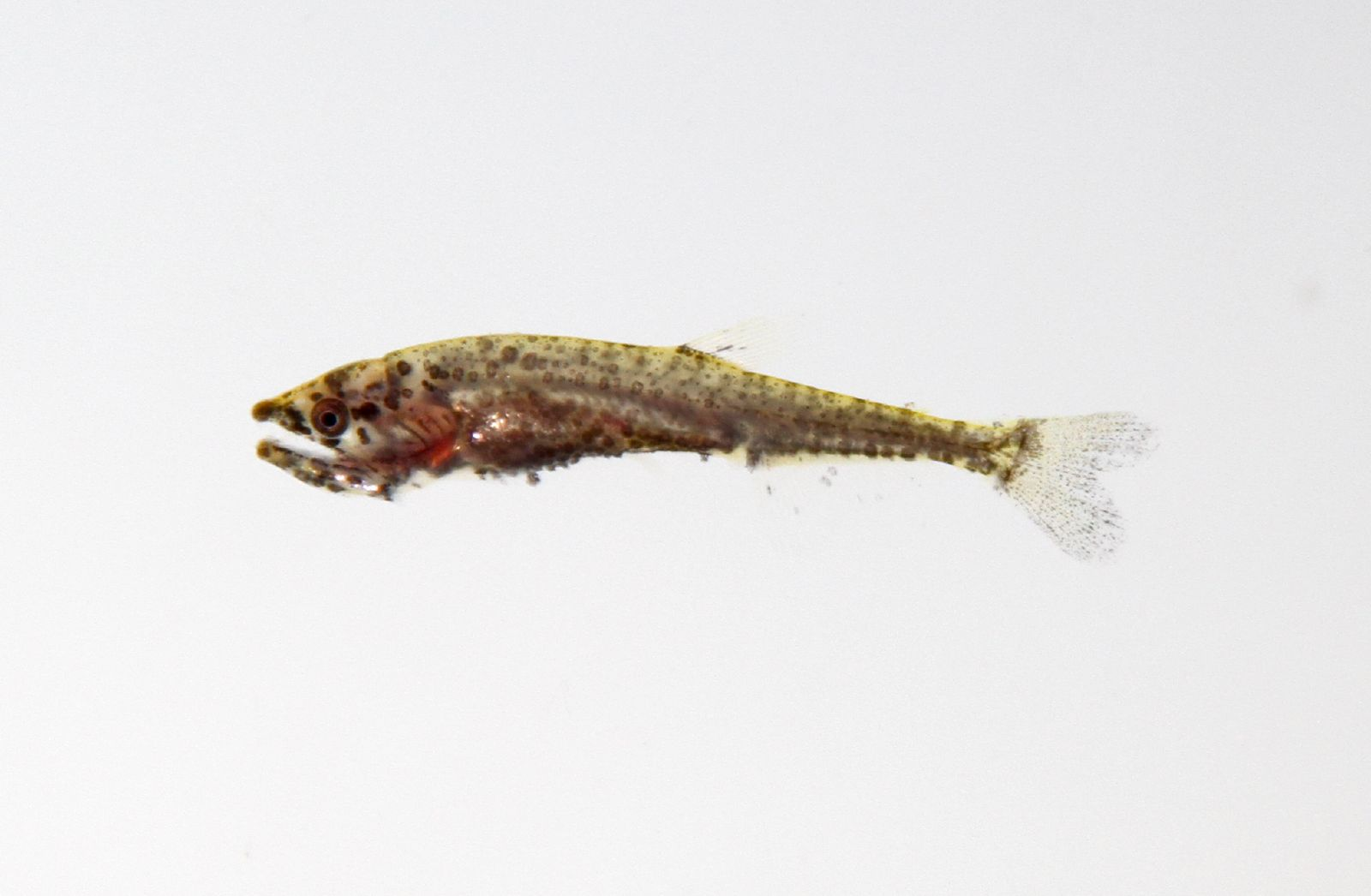
Hydrolycus sp. (juvénile)